# Mi Ántonia
Mi Ántonia (My Ántonia, en inglés) es una novela escrita por la autora Willa Cather en 1918. Trata sobre los pioneros de Nebraska y su vida en el antiguo Oeste, con especial énfasis en el papel de las mujeres. Las novelas temáticas acompañantes son O Pioneers! y El canto de la alondra.

## Impacto e interpretaciones
Mi Ántonia recibió una acogida entusiasta cuando se publicó por primera vez en 1918. Se consideró una obra maestra y encumbró a Cather al frente de las mujeres novelistas. Hoy día, se considera que se trata de su primera obra maestra. Cather recibió numerosos elogios por traer el Oeste de Estados Unidos a la vida y convertirlo en algo personalmente interesante. Mostró el lugar casi como si se tratara de uno de los personajes, mientras al mismo tiempo jugaba con la universalidad de las emociones, lo que a su vez promovió la literatura regional estadounidense como parte aceptable de la gran corriente literaria del país.
Aunque existen varias interpretaciones, Mi Ántonia es claramente una elegía a aquellas familias que crearon nuevas vidas al oeste del río Misisipi, y subraya el papel de las mujeres pioneras en particular.
Cather también realiza comentarios sobre su postura sobre los derechos de la mujer. Algún crítico ha encontrado muchas metáforas sexuales escondidas en el texto.
La novela ha sido adaptada como película para la televisión en 1995 por el director Joseph Sargent.